# Amara musculis
Amara musculis là một loài bọ cánh cứng ăn hạt thuộc họ Bọ chân chạy. Loài này có ở Bắc Mỹ.
Amara musculis dài từ 3,9–6,5 mm (0,2–0,3 in).